# Damse Vaart

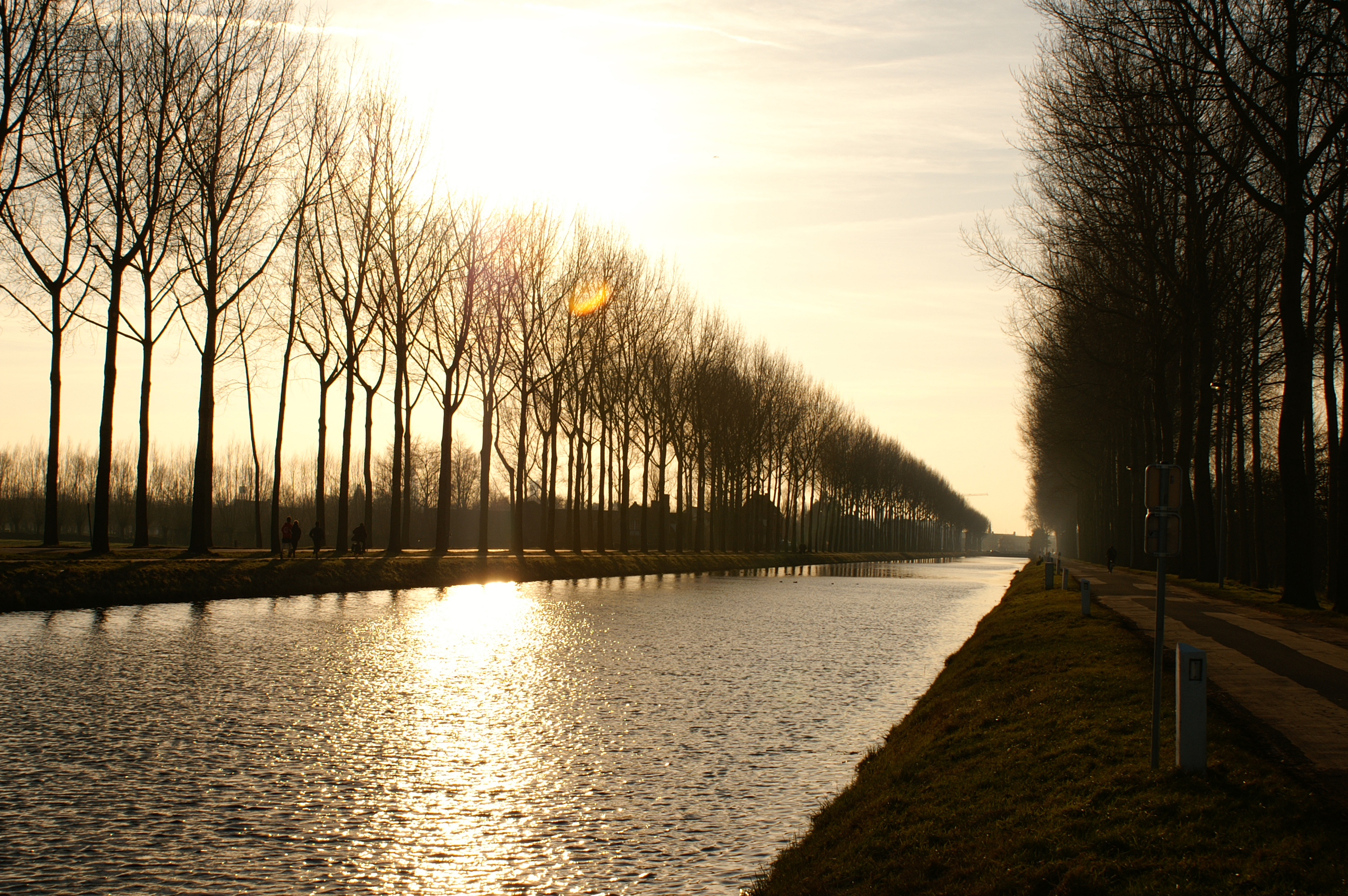
Damse Vaart

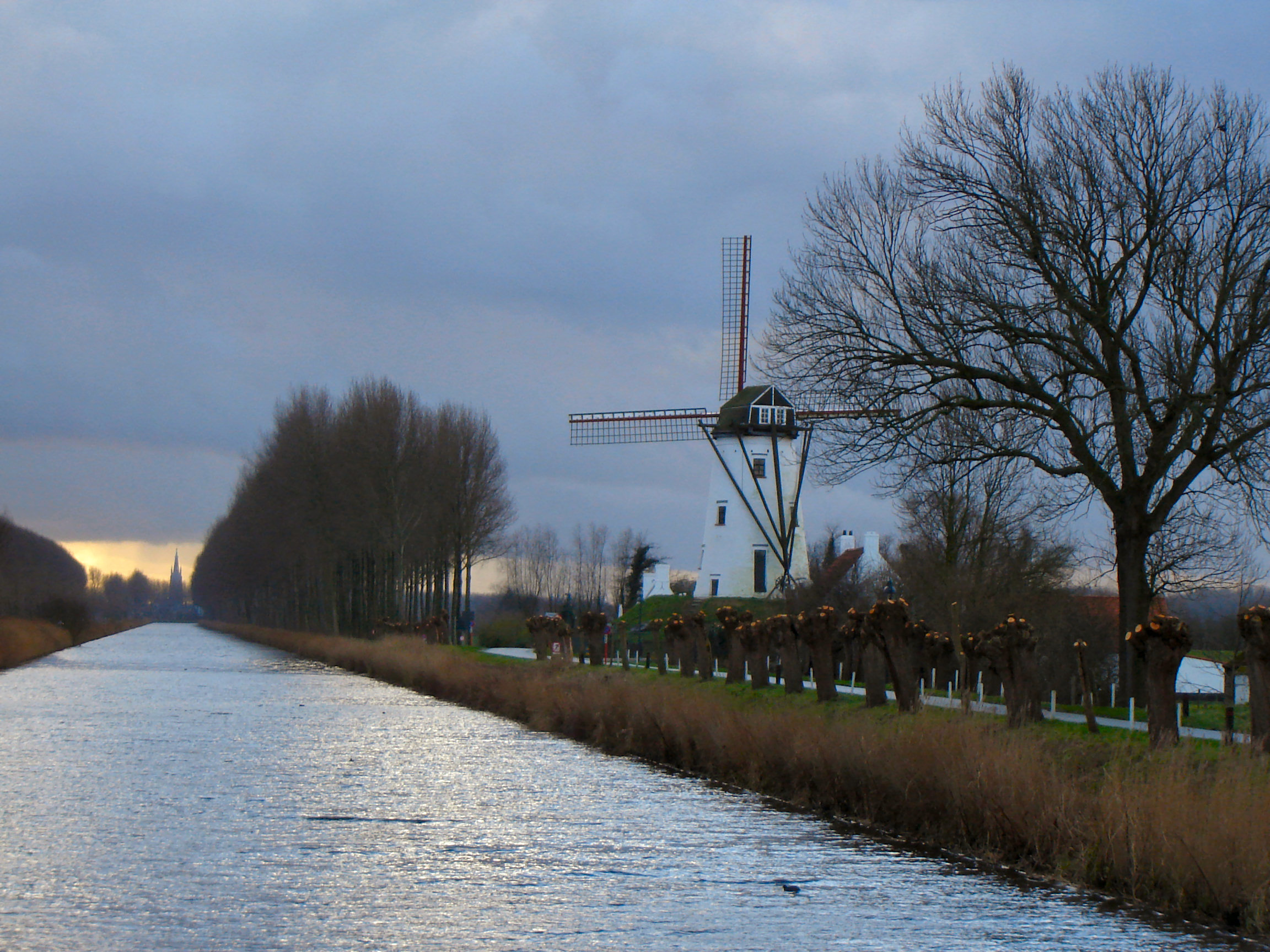
Damse Vaart vanaf Damme; de Onze-Lieve-Vrouwekerk van Brugge op achtergrond

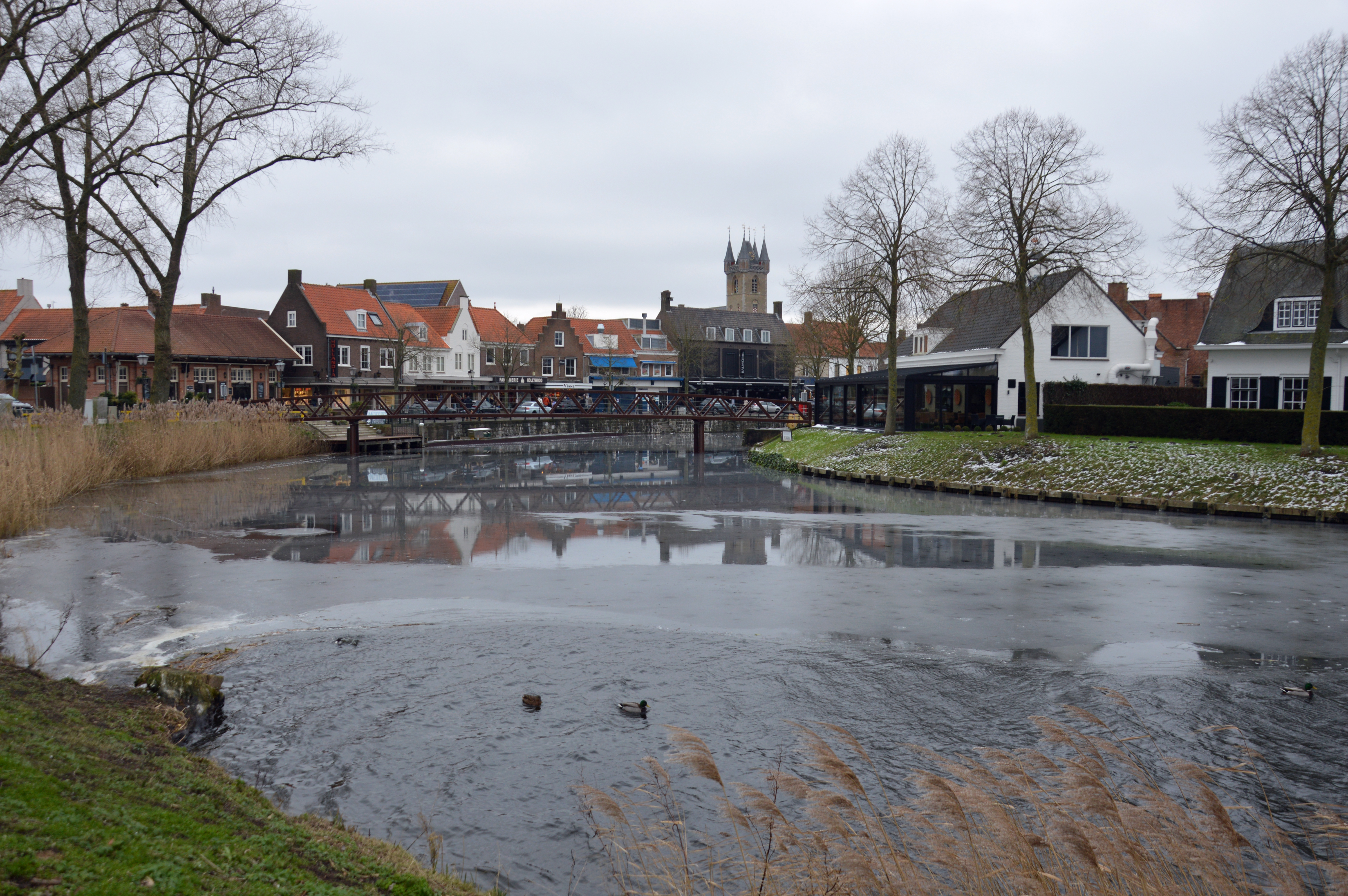
De vaart in Sluis

De Damse Vaart is een kanaal in het noorden van de Belgische provincie West-Vlaanderen. Ze is ongeveer 15 km lang. Het kanaal verbindt de provinciehoofdstad Brugge met het Nederlandse grensstadje Sluis. Het graafwerk voor dit kanaal startte na goedkeuring door Napoleon (1810), vandaar ook de naam Napoleonvaart.
De stad Brugge was al een tijd voor die goedkeuring plannen aan het maken om haar verbinding met de zee te herstellen. De oude Zwinbedding, het eerdere kanaal naar Damme en de zogenaamde 'Verse Vaart' tussen Brugge en Fort Sint-Donaas kwamen in het vizier voor optimalisering. Brugge was al tevreden geweest met een aansluiting op het Zwin, dat sinds 1648 ontoegankelijk verklaard werd. Toen Zeeuws-Vlaanderen onder Frans bestuur kwam, zat het gesternte goed om een streekdossier te koppelen aan de militaire plannen van Napoleon. Het nieuwe kanaal moest daarom Brugge met de Westerschelde verbinden. Aanvankelijk moest het kanaal daar aansluiting vinden op Nieuwenhaven, recht tegenover Vlissingen. Uiteindelijk - na een aanval van de Engelsen in 1809 - werd beslist het kanaal te doen aansluiten op de havenkom nabij het Fort Impérial. Het zou deel uitmaken van een netwerk van kanalen achter de kust, zodat een snelle bevoorrading van de Franse soldaten mogelijk zou zijn, zonder confrontatie met de Engelse marine op zee. Na de nederlaag van Napoleon was het kanaal echter niet afgewerkt. Amper een vierde van het eerste traject Brugge-Sluis was afgewerkt.
In 1818 gaf koning Willem I de opdracht om het kanaal Brugge-Sluis af te werken. Het kanaal werd dwars door het stadscentrum van Damme getrokken, waardoor een deel van het stadje diende afgebroken te worden, zoals de Korenmarkt en verscheidene herenhuizen. De waterlopen die in het centrum samenkwamen, namelijk de Reie en het Zwin, werden deels opgevuld met de grond van de uitgravingen. Het water van de De Lieve werd omgeleid via de oude Zwinbedding en nieuwe watergangen langs het kanaal naar het Lapscheurse Gat.
De aansluiting op het kanaal Brugge-Gent en Brugge-Oostende werd gerealiseerd door de jonge Belgische staat met de bouw van een schutsluis bij de Dampoort halfweg de jaren 1850. Ook het deel tussen de dam van het Paswater en Sluis werd pas vanaf 1855 gegraven, wanneer het Zwin helemaal verzand was en Sluis voor zijn kade een nieuwe aansluiting zocht, via Vlaamse waterwegen.
Tussen Damme en Oostkerke kruisen het Leopoldkanaal en het Schipdonkkanaal, die halverwege de 19de eeuw werden gegraven, de Damse Vaart. Omdat het waterpeil van deze kanalen op een lager niveau lag, werden onderleiders of sifons gebouwd, zodat beide kanalen onder de Damse Vaart door doken.
De Damse Vaart werd gebruikt voor scheepvaart, vooral voor de bevoorrading van de dorpen, de steenbakkerijen en het vervoer tussen Brugge en Sluis. Op de vaart waren ook verschillende bargediensten actief: aanvankelijk trekschuiten, later stoomboten. De scheepvaart duurde tot de sifons in 1940 door Franse genietroepen werden opgeblazen, en na de oorlog niet meer hersteld werden. In de jaren 70 werd er een koker aangelegd, om het water in het pand tussen de sifons en Sluis op peil te houden, met water uit het pand tussen Brugge en de Sifons. Momenteel gebeurt dit met een moderne vijzelplompinstallatie en met het water van het Leopoldkanaal, dat ondertussen van voldoende kwaliteit is.
Later kreeg de Vaart vooral een recreatieve bestemming en werd het een van de provinciedomeinen van West-Vlaanderen. Het Nederlandse deel van de Damse Vaart is in beheer van het waterschap Scheldestromen en de gemeente Sluis.

## Kobus
Sinds 1993 ligt er een voetveertje over de Damse Vaart halverwege tussen Sluis en Hoeke, ter hoogte van fort Sint-Donaas. Dit kan door de passagiers zelf worden bediend door middel van een windas en het vormt een schakel in diverse fietsroutes en GR-paden. Het bootje heet Kobus, naar de patroonheiligen van de nabijgelegen plaatsen Lapscheure (Sint-Cornelius) en Hoeke (Sint-Jacobus).